# WIST-94
WIST-94 — 9-мм польский самозарядный пистолет.

## История
Работы над новым армейским пистолетом начались в 1992 году по программе НИОКР «Piryt» на основании заказа Департамента по развитию и внедрению нового оружия Министерства национальной обороны Польши. До октября 1992 года была разработана документация по конструкциям двух моделей пистолетов, обозначенных как Р-93Р. В 1993 году пистолет В-01 успешно прошёл испытания, но из-за финансовых трудностей в Министерстве национальной обороны дальнейшие работы над пистолетом были приостановлены.
В 1994 году был изготовлен новый прототип пистолета, получивший название «WIST-94», что является сокращением от двух первых букв имени и фамилии создателя оружия — Веслава Старка, а также года разработки прототипа (1994). Производство пистолета освоила компания PREXER из города Лодзь.
В 1995—1996 годах были изготовлены две партии опытных пистолетов WIST-94 (80 шт.), в 1997 году прошли их эксплуатационно-войсковые испытания, после завершения которых в 1997 году была заказана первая партия пистолетов для польской армии, однако в ходе эксплуатации были выявлены недостатки, и в конструкцию пистолета были внесены изменения.
В ходе боевых действий в Афганистане пистолеты WIST-94 показали себя неудовлетворительно. После отправки польских войск в Ирак в 2003 году было дополнительно заказано 2600 шт. пистолетов WIST, но выявленные проблемы с ними стали причиной того, что личный состав польского военного контингента в Ираке перевооружили на 9-мм пистолеты P-83.
До 2007 года для вооружённых сил Польши было изготовлено 20,2 тыс. пистолетов.
28 марта 2007 года командующий сухопутными войсками Польши генерал брони Waldemar Skrzypczak сообщил на пресс-конференции, что новые пистолеты WIST-94 закупать не будут. С 2008 года начался плановый ремонт ранее выпущенных пистолетов, в ходе которого проводилось устранение конструктивных недостатков. Кроме того, в это же время для вооружённых сил Польши начали закупать пистолеты иностранного производства (Walther P99, Beretta M9, SIG Sauer P226 и Glock 17).
В марте 2008 года были объявлены тактико-технические требования на новый пистолет для вооружённых сил Польши.
23 апреля 2012 года с компанией «Prexer» был подписан новый контракт на выполнение ремонта пистолетов WIST-94 и WIST-94L.
В 2014 году с компанией «Prexer» заключили новый контракт на выполнение ремонта и модернизации пистолетов WIST-94 и WIST-94L (в ходе модернизации у пистолетов следовало увеличить размеры окна для выброса стреляной гильзы).
В июле 2014 года оружейный завод в Радоме представил новый армейский пистолет «PR-15 Ragun» для замены WIST-94, который после завершения испытаний в 2017 году был официально принят на вооружение вооружённых сил Польши.

## Варианты и модификации
- WIST-94 — первый вариант[1], масса пистолета 740 грамм[3]
- WIST-94L — вариант с интегрированным лазерным целеуказателем, встроенным в рамку под стволом оружия[1], в результате масса пистолета увеличилась до 770 грамм[3]

## На вооружении
- Польша — в феврале 2017 года в вооружённых силах Польши имелось около 20 тыс. пистолетов WIST-94[9]